# Libéria az 1960. évi nyári olimpiai játékokon
Libéria az olaszországi Rómában megrendezett 1960. évi nyári olimpiai játékok egyik részt vevő nemzete volt. Az országot az olimpián egy sportágban négy sportoló képviselte, akik érmet nem szereztek.

## Atlétika
Férfi
| Versenyző       | Versenyszám | Előfutam | Előfutam | Negyeddöntő | Negyeddöntő | Elődöntő | Elődöntő | Döntő     | Döntő    |
| Versenyző       | Versenyszám | Idő      | Hely.    | Idő         | Hely.       | Idő      | Hely.    | Idő       | Helyezés |
| --------------- | ----------- | -------- | -------- | ----------- | ----------- | -------- | -------- | --------- | -------- |
| Emmanuel Putu   | 100 m       | 11,2     | 5.       | kiesett     | kiesett     | kiesett  | kiesett  | kiesett   | kiesett  |
| James Roberts   | 100 m       | 11,2     | 7.       | kiesett     | kiesett     | kiesett  | kiesett  | kiesett   | kiesett  |
| James Roberts   | 200 m       | 23,1     | 4.       | kiesett     | kiesett     | kiesett  | kiesett  | kiesett   | kiesett  |
| George Johnson  | 400 m       | 51,4     | 6.       | kiesett     | kiesett     | kiesett  | kiesett  | kiesett   | kiesett  |
| George Johnson  | 800 m       | 1:55,9   | 6.       | kiesett     | kiesett     | kiesett  | kiesett  | kiesett   | kiesett  |
| Alifu Massaquoi | Maraton     |          |          |             |             |          |          | 3:43:18,0 | 62.      |